# ویلیام آگوستوس بولز
ویلیام آگوستوس بولز (زاده ۱۷۶۳-درگذشته ۱۸۰۵)، همچنین به عنوان استاجوکاً نیز مشهور است، او یک سرباز مریلندی، آشوب گری بود.

## جنگ انقلابی آمریکا
به گفته برخی از منابع تاریخ تولد بولز را ۱۷۶۴ نام بردند. بولز در شهرستان فردریک، مریلند متولد شد، وبعدها در سنین ۱۳ سالگی با درجه افسر جوان، به گردان وفادار مریلند اضافه شد، زمانی که فرمان تشکیل قسمتی از پادگان با گردان از پنساکولا صادر شد. به حین ورود، بولز از مأموریت خود کناره‌گیری می‌کند و استحکامات را ترک می‌کند، مکانی که از طرف مهاجمان موسکوگی دستگیر گردید و به یکی از سکونتگاه‌های آنان برگردانده شد.
هنگامی که بولز با  قبیله کریک مشغول زندگی است، یک نیروی اعزامی اسپانیایی فراهم شد که آن نیروها بعد از تشکیل شدن قلعه‌های همجوار درامتداد ساحل خلیج بریتانیا را تصرف نمودند.
بعدها بولز کریک‌ها را مجاب می‌کند که از پادگان بریتانیایی مستقر در پنساکولا در مقابل نیروهای مهاجم اسپانیایی پشتیبانی نمایند، ولی هنگامی که محله پودر در قلعه مورد اصابت آتش توپخانه یک کشتی جنگی اسپانیایی واقع گردید، بعد از آن پادگان تسلیم شد. و بعدها بازماندگان پادگان به عنوان اسیر جنگی زندانی شدند، ولی بولز به همراه کریک‌ها در بیابان‌ها پا به فرار گذاشتند. این رویداد در تاریخ ۹ می ۱۷۸۱ رخ داد، زمانی که بولز در سنین ۱۶ یا ۱۷ سالگی بود.
پس از این جنگ، بولز به ارتش بریتانیا برگردانده می‌شود و بعد از آن به باهاما می‌رود. و بولز پس از طی کردن چند ماه در آن محل، فرماندار باهاما، لرد دانمور، بولز را با مأموریتی برای تشکیل دادن یک خانه تجاری در بین ماسکوگی‌ها می‌فرستد. و بعد از گذشت زمانی سرانجام بولز یک پست تجاری در راستای رودخانه چاتاهوچی تشکیل می‌دهد. و بعدها بولز با دو همسر، یکی از قبایل چروکی و آن دیگری هم دختر رئیس هیچیتی ماسکوگی، ویلیام پریمن، ازدواج می‌کند و او از این اتحادیه به عنوان مبنای تقاضای خود برای اعمال نفوذ سیاسی در بین ماسکوگی استفاده می‌کند. بعد از آن بولز خود را «مدیر کل کشور ماسکوگی» می‌کند". به گفته تاریخ دان جیمز لیچ رایت، ازدواج بین نژادی در بین سمینول‌ها و ماسکوگی‌ها مرسوم بوده و هیچگونه مشکلی نداشته. ولی تاریخ دان کوین مولوی به شدت با این تقاضای رایت مخالف می‌کرد.